# Schwarzflügelflughund

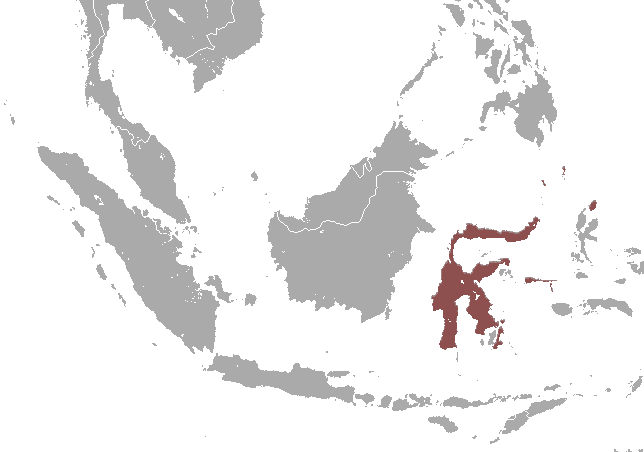
Verbreitungsgebiet des Schwarzflügelflughunds (Thoopterus nigrescens)

Der Schwarzflügelflughund (Thoopterus nigrescens) ist ein Flughund in der Gattungsgruppe Kurznasenflughunde und die einzige Art ihrer Gattung.
Dieser Flughund erreicht eine Kopf-Rumpf-Länge von 9,4 bis 11 cm, der Schwanz ist nur ein unscheinbarer Stumpf. Die Länge der Unterarme, welche für die Flügelspannweite entscheidend ist, beträgt 7 bis 8 cm. Das Gewicht variiert zwischen 67 und 99 g. Die Fellfarbe ist auf Vorder- und Rückseite einheitlich graubraun. Der Schwarzflügelflughund unterscheidet sich hauptsächlich im Aufbau des Gebisses von nahe verwandten Flughunden.
Die Art kommt auf Sulawesi und benachbarten kleineren Inseln vor. Sie hält sich in Wäldern im Flachland und in Mittelgebirgen bis 2.400 Meter Höhe auf.
Die Lebensweise ist weitgehend unerforscht. Trächtige Weibchen mit einem Embryo wurden in unterschiedlichen Monaten gefunden.
Vereinzelt wird der Schwarzflügelflughund wegen des Fleisches gejagt, was jedoch keine größere Gefahr darstellt. Der Gesamtbestand wird von der IUCN als ungefährdet (Least Concern) gelistet.
Einziger europäischer Halter ist Berlin.